# Д
Cette page contient des caractères spéciaux ou non latins. S’ils s’affichent mal (▯, ?, etc.), consultez la page d’aide Unicode.

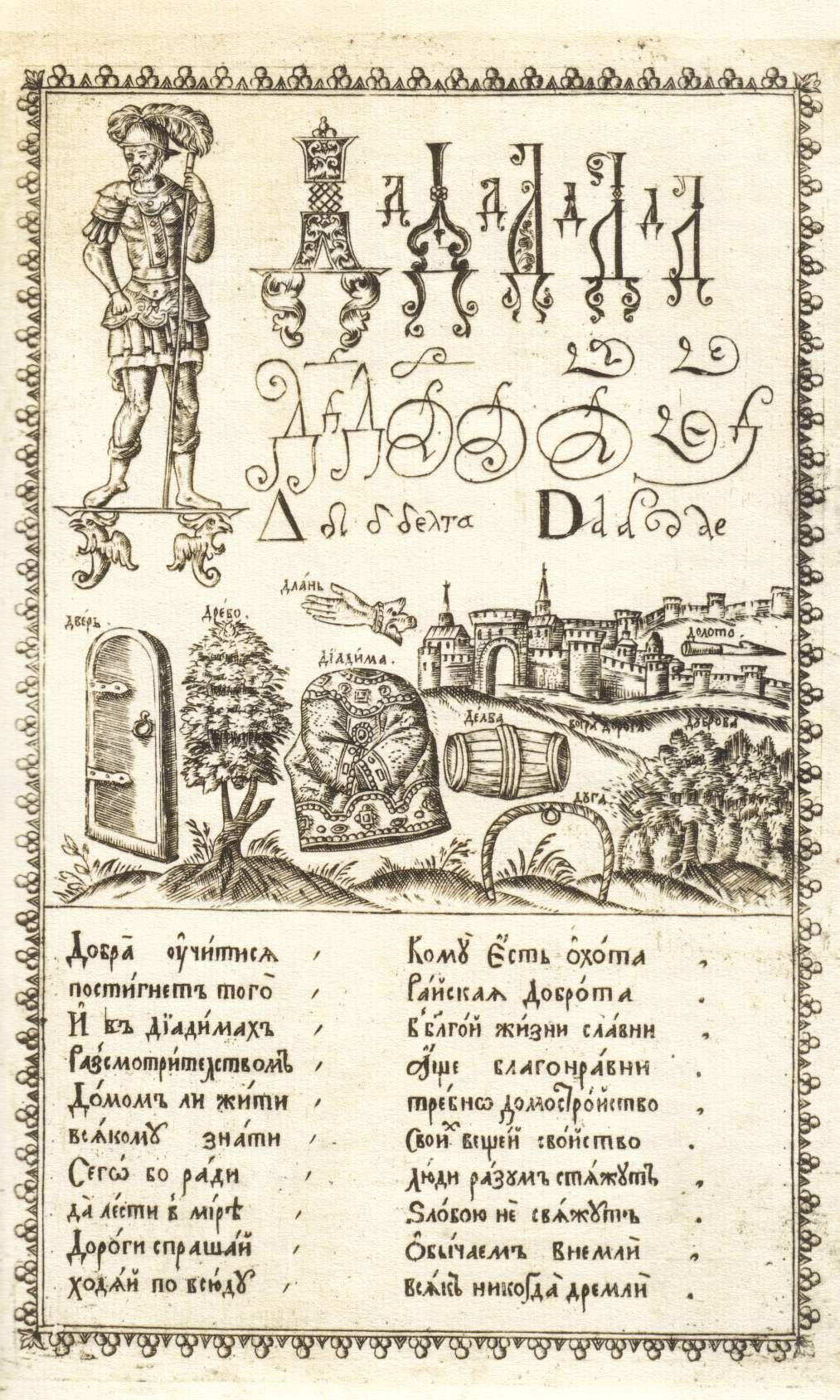
Les formes du dé dans l’Alphabet de Karion Istomin de 1694.

Dé (capitale : Д, minuscule : д ou, pour le dé à long jambage, ᲁ) est une lettre de l'alphabet cyrillique.

## Linguistique
Le dé est utilisé pour représenter le son d'une consonne occlusive alvéolaire voisée (transcrite par /d̪/ en API).
En russe, д peut être prononcée /t/ à la fin d'un mot ou devant une consonne sourde ou palatalisée en /dʲ/ ou /dzʲ/[réf. nécessaire] devant certaines voyelles.

## Histoire
La lettre dérive de la lettre grecque delta.

## Variantes et formes
La forme cursive ou italique du dé peut varier selon le style utilisé, ou selon la langue utilisée.
| Minuscule | Description                                                                  |
| --------- | ---------------------------------------------------------------------------- |
|           | Forme italique de д.                                                         |
|           | Forme italique de д principalement utilisée en bulgare, macédonien ou serbe. |

## Représentation informatique
- Unicode :
  - Capitale Д : U+0414
  - Minuscule д : U+0434
- ISO/CEI 8859-5 :
  - Capitale Д : B4
  - Minuscule д : D4
- KOI8-R :
  - Capitale Д : E4
  - Minuscule д : C4
- Windows-1251 :
  - Capitale Д : C4
  - Minuscule д : E4